# Cressa dubia
Cressa dubia is een vlokreeftensoort uit de familie van de Cressidae. De wetenschappelijke naam van de soort is voor het eerst geldig gepubliceerd in 1857 door Bate.